# 代将 (イギリス海軍)

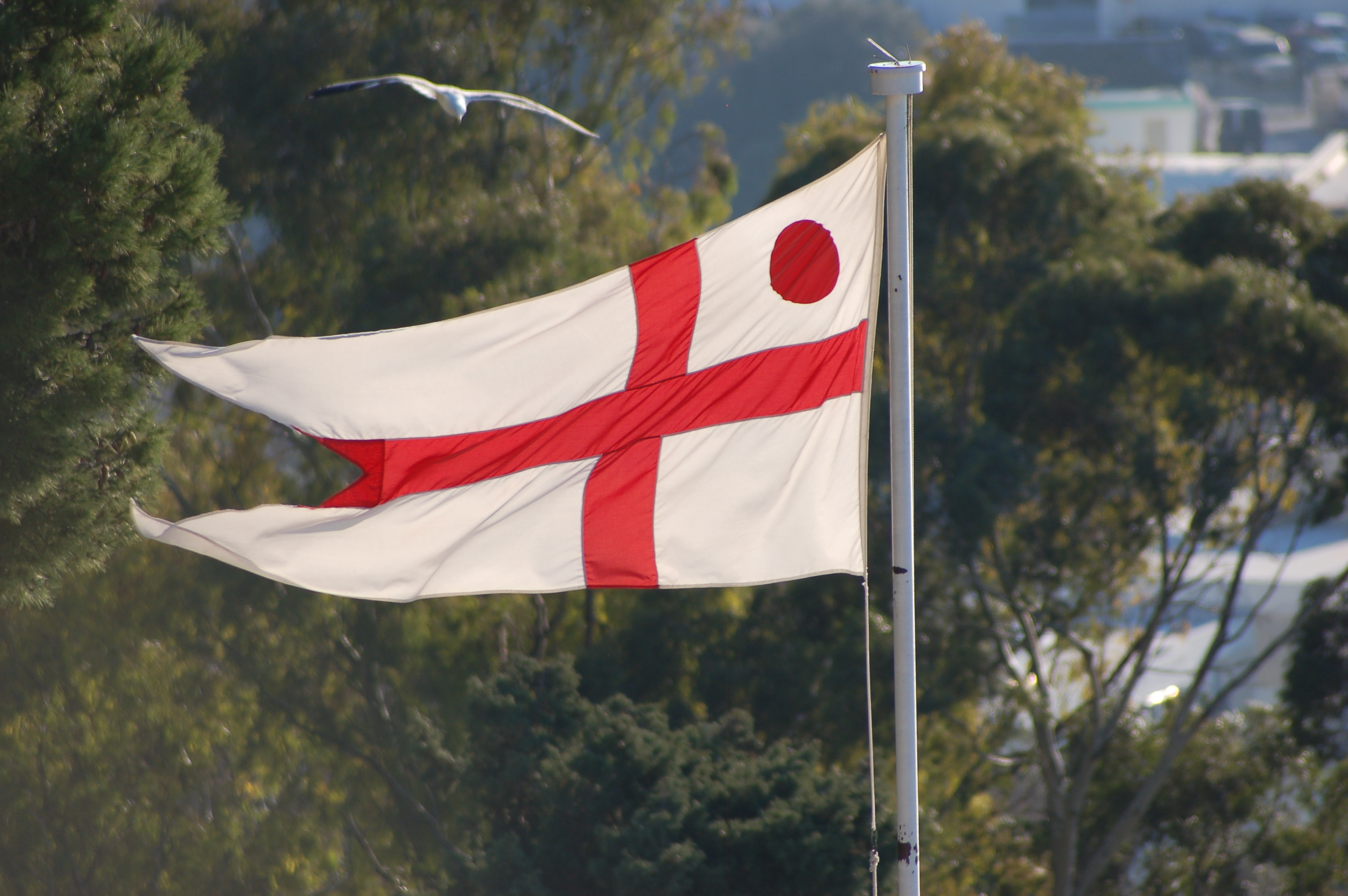
代将旗

イギリス海軍の代将（だいしょう、英:Commodore）は海軍大佐の上、海軍少将の下の階級。NATOランキングコードではOF-6に当たる。イギリス陸軍・イギリス海兵隊の准将（Brigadier）、イギリス空軍准将（Air Commodore）と同じく、将官でなく佐官の最上級の階級である。

## 歴史

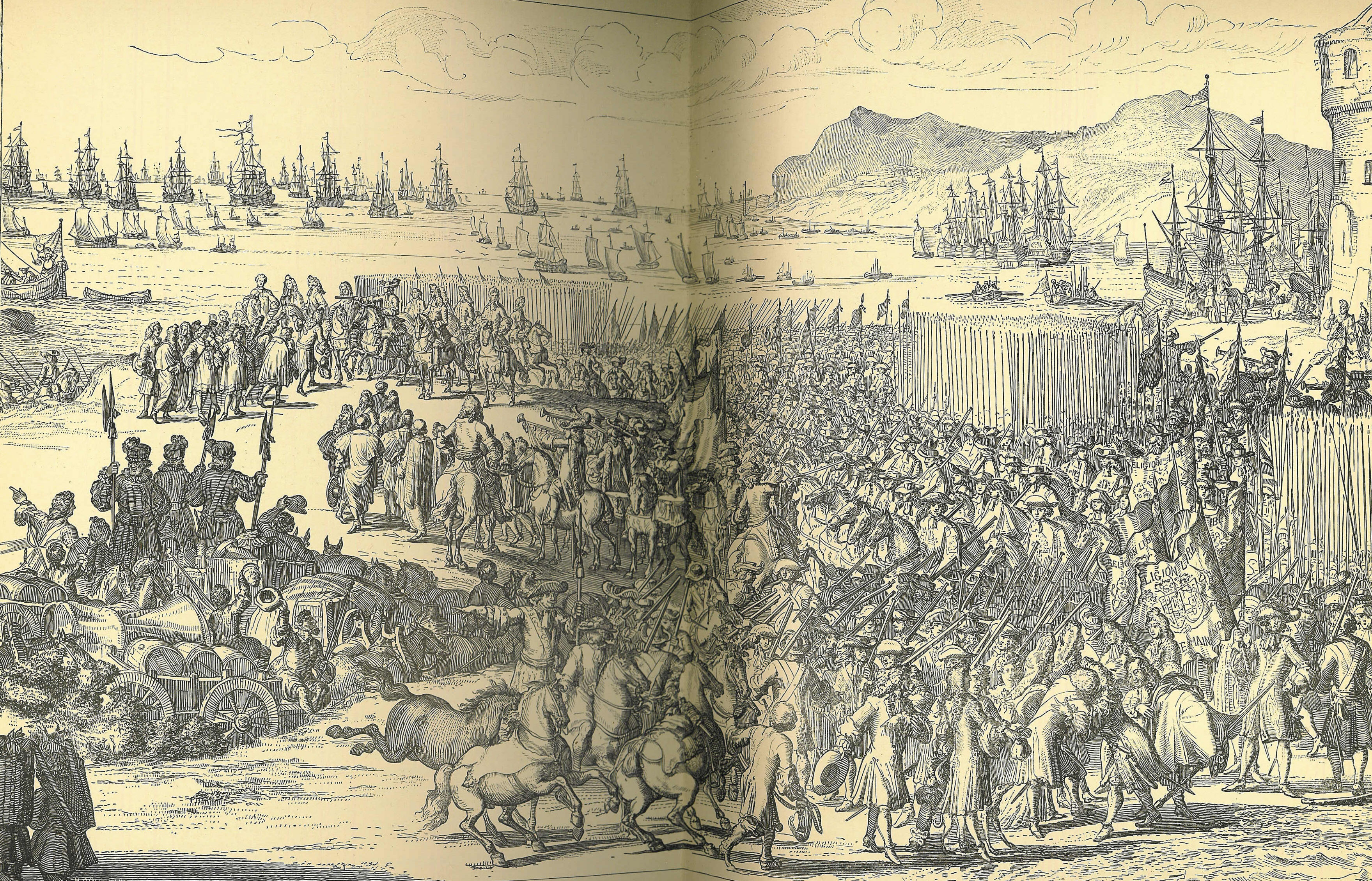
ウィリアム3世のイングランド上陸

中世ヨーロッパでは、複数の艦船で編成される艦隊の指揮を執る者にはアドミラル（Admiral）の役職名が与えられた。そして、アドミラルには序列があり、総称して将官（Flag officer）と呼ばれていた。将官が身分化して昇任に定員や年功等の理由による制約が出来るようになると、将官の資格を有する者がいない場合、最先任の艦長が艦長の身分のまま複数の艦の指揮を執るようになった。
代将の制度を最初に設けたのは、第一次英蘭戦争の頃のオランダ海軍であるとされている。1688年、名誉革命によりウィリアム3世がオランダから来て王位に就いた際、その随行者の中に”コマドュール”（Commandeur）と称する、海軍の将官に準じる地位にある者が一名おり、イギリスで初めての代将となった。1690年、海軍本部が最先任の艦長に”コマドー”（Commadore）の称号を付与するようになり、1732年にコモドー（Commodore）という称号で正式な制度となった。しかし、これは実態のある階級ではなく、代将に任じられた士官は艦長名簿に載せられたままだった。代将はその任務が終われば艦長に戻されることもあった。また、艦長は少将に昇進するのに代将を経由する必要はなかった。代将として任に当たっている艦長が陸軍の准将と同等であると認められたのは1748年になってからである。
イギリス海軍の代将はやがて2つのクラスに分かれた。代将（ファーストクラス）は、旗艦に艦長をおいて自らは戦隊を指揮し、少将と同じ俸給が支払われ、戦隊の全艦が獲得する拿捕賞金の8分の1を割り当てられた。代将（セカンドクラス）は、艦長として自らの艦の指揮を取りつつ戦隊を指揮した。1783年、代将（ファーストクラス）には少将に準じた制服の着用が許された。少将の制服との僅かな差異は、1958年に代将の2つのランクが固定的なものとなるまで僅かに変化している。
代将の任命は海上部隊の指揮官に限定されていない（例えば、デヴォンポートやポーツマス、チャタムといった主要基地の海軍施設の指揮官はみな代将であった）。また、20世紀には、兵科将校と同様に特技士官も代将に任じられるようになった。
代将がイギリス海軍の実体的な階級となったのは1996年のことである。

## 徽章

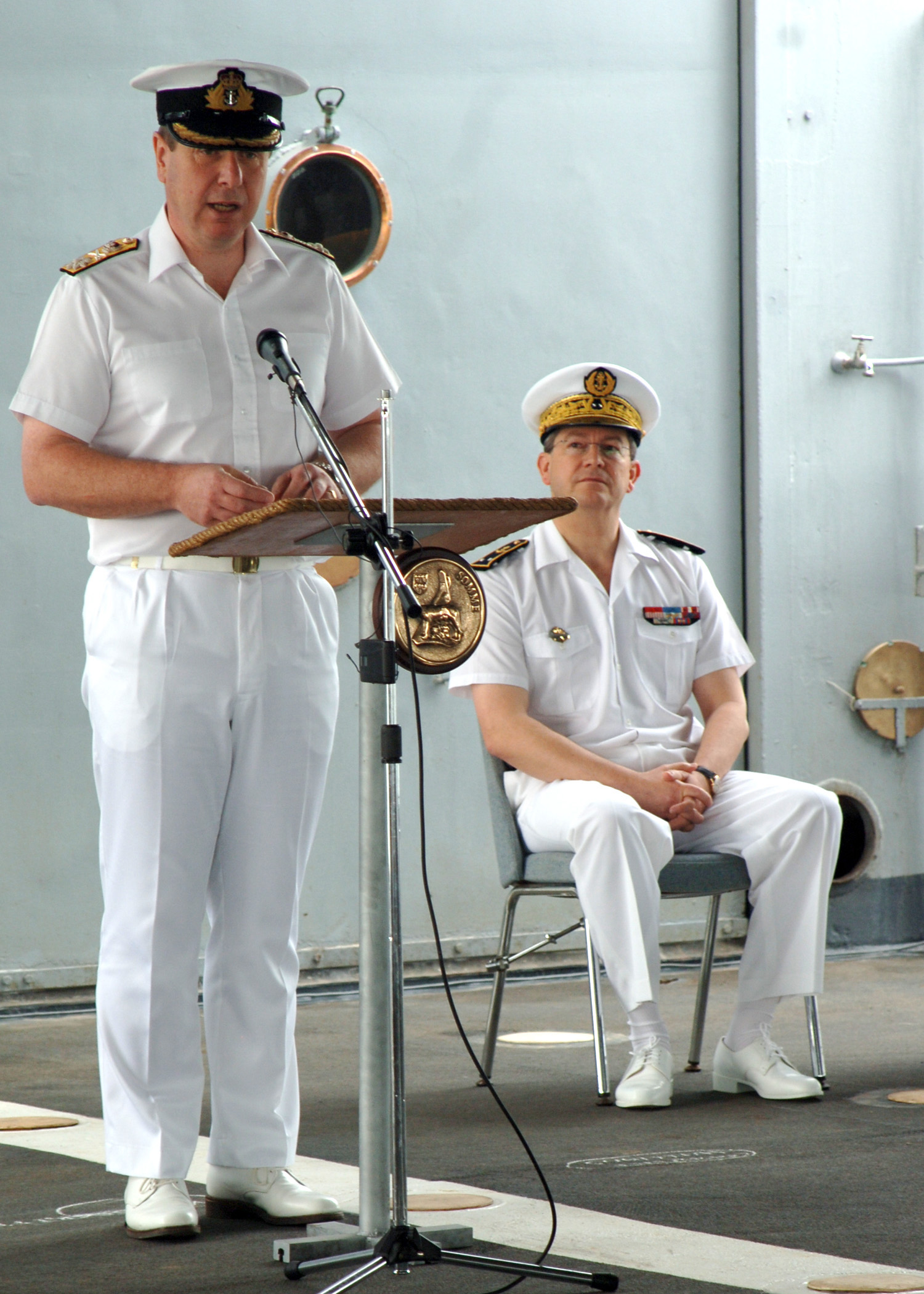
イギリス海軍のウィリアムス代将（左）

代将（ファーストクラス）は少将と同じ袖章を着用したが、肩章は金モール地に王冠・2つの星章・1つの錨をあしらったものであった（代将（セカンドクラス）も正装のエポーレットのみは同様で、星章は大きなものが1つである）。彼らは燕尾のセント・ジョージ旗（白地に赤十字）を掲げたが、セカンドクラスの代将旗に見られる赤い丸は除かれていた。
代将（セカンドクラス）は1.75インチ幅の大金線1本と、直径1.75インチの金の円環（通常「カール」と呼ばれるもの）を両袖につけ、また同じ意匠のショルダーボードを着用した。それ以外は大佐の制服と同じだった。現在の代将は以前の代将（セカンドクラス）の徽章を着用している。

代将の階級章（2004年以降）

## 連邦諸国海軍の同等階級
イギリス連邦に属する国のいくつかは、代将を、佐官でなく同等な将官と置き換えた。その場合の袖の階級章は1.75インチ幅の金線1本と、その上の直径2インチの金線のカールであり、肩章は金モール地に王冠（または共和国の紋章）および交差する剣とバトンをあしらったものである。しかし、星章に関する連邦内の意見の相違から若干のバリエーションがある。その場合、制服の階級章以外の部分は少将と同一である。

## 参考資料
- 小林幸雄 『図説イングランド海軍の歴史』 原書房、2007年1月。ISBN 978-4-562-04048-3。
- Philip J Haythornthwaite; William Younghusband; Martin Windrow (1993). Nelson's navy : text by Philip Haythornthwaite. London: Osprey. ISBN 978-1-85532-334-6.
- 田所昌幸 他 『ロイヤル・ネイヴィーとパクス・ブリタニカ』 田所昌幸、有斐閣、2006年4月。ISBN 978-4-641-17317-0。